# Avessac
Avessac är en kommun i departementet Loire-Atlantique i regionen Pays de la Loire i nordvästra Frankrike. Kommunen ligger i kantonen Saint-Nicolas-de-Redon som tillhör arrondissementet Châteaubriant. År 2022 hade Avessac 2 451 invånare.

## Befolkningsutveckling
Antalet invånare i kommunen Avessac
| Referens: INSEE |